# Ујз
Ујз (алб. Ujz) је насељено место у општини Ђаковица, на Косову и Метохији. Према попису становништва из 2011. у насељу је живело 816 становника.

## Становништво
Према попису из 2011. године, Ујз има следећи етнички састав становништва:
| Националност | 2011.        |
| Албанци      | 807 (98,90%) |
| Египћани     | 5 (0,61%)    |
| Бошњаци      | 3 (0,3675%)  |
| други        | 1 (0,1225%)  |
| Укупно       | 816          |

| Демографија | Демографија | Демографија |
| Година      | Становника  | Становника  |
| ----------- | ----------- | ----------- |
| 1948.       | 377         |             |
| 1953.       | 411         |             |
| 1961.       | 497         |             |
| 1971.       | 603         |             |
| 1981.       | 788         |             |
| 1991.       | 607         |             |
| 2011.       | 816         |             |